# Ray Bryant
Ray Bryant, właśc. Raphael Homer Bryant (ur. 24 grudnia 1931 w Filadelfii, zm. 2 czerwca 2011 w Nowym Jorku) – amerykański pianista jazzowy i kompozytor.

## Życiorys
Pochodził z rodziny uzdolnionej muzycznie. Muzykę gospel grały na fortepianie jego matka i siostra, on sam zasiadł przy klawiaturze w wieku sześciu lat, później – w szkolnym zespole muzycznym – przez jakiś czas grał na kontrabasie. Karierę zawodowego muzyka rozpoczął jeszcze przed osiągnięciem pełnoletności, pod koniec lat 40. grając na fortepianie w zespołach klarnecisty Billy’ego Kretchmera i Lloyda „Tiny” Grimesa.
W 1953 został stałym pianistą klubu Blue Note w Filadelfii towarzysząc podczas występów takim muzykom jak Charlie Parker, Miles Davis i Lester Young. Dzięki tym kontaktom otrzymał propozycje wyjazdu do Nowego Jorku i wzięcia udziału w nagraniach studyjnych Milesa Davisa, Milta Jacksona i Jackie McLeana. W grudniu 1955 otrzymał zaproszenie od Sonny’ego Rollinsa i brał udział w nagraniu jego płyty Work Time. Później grywał też z Colemanem Hawkinsem i Royem Eldridgem (np. podczas Newport Jazz Festival w 1957). W latach 1956–1957 towarzyszył na swym fortepianie Carmen McRae i Melbie Liston. W latach 1957–1960 wchodził w skład tria perkusisty Jo Jonesa (razem ze swoim bratem Tommym Bryantem).
W 1959 przeniósł się do Nowego Jorku, gdzie zaczął grać z Sonnym Rollinsem, Charliem Shaversem i Curtisem Fullerem, a wkrótce potem zakładał już własne tria, z którymi występował w wielu krajach. W 1961 zespół Raya Bryana nagrywał z Arethą Franklin jej debiutancki popowy album Aretha (with the Ray Bryant Combo). Bryant często występował przed publicznością z solowymi koncertami fortepianowymi. Ray i Tommy Bryantowie wraz z Ozem Perkinsem stanowili trio tworzące oprawę muzyczną komedii „Cambridge Circus”, w 1964 przeniesionej z Londynu na Broadway w Nowym Jorku i wystawianej m.in. na scenie w Square East w Greenwich Village (wśród wykonawców byli m.in. John Cleese, Bill Oddie, Tim Brooke-Taylor, David Hatch, Jo Kendall, Graham Chapman).
W latach 70. grywał też na fortepianie elektrycznym.
Bryant podczas swojej kariery nagrywał dużo i dla wielu wytwórni: Epic, Prestige, Columbia, Sue Records, Cadet Records, Atlantic, Pablo i EmArcy Records. Niemal całe życie grał bop, ale nigdy nie wypierał się tego, że muzyka bluesowa, soul i gospel miały na jego grę duży wpływ. Umiejętne połączenie elementów wszystkich tych gatunków, jak również boogie-woogie, a nawet stride pozwoliło mu wytworzyć pełen ciepła i swingu styl.
Jako kompozytor znany jest m.in. z takich utworów jak „Cubano Chant”, „The Madison Time”, „Monkey Business” czy „Little Susie”.
Jego bracia to również muzycy: starszy Tommy Bryant (ur. 21 maja 1930, zm. 1 marca 1982) był jazzowym kontrabasistą, a Len Bryan – perkusistą i wokalistą. Muzycy: Kevin Eubanks i Robin Eubanks są jego siostrzeńcami.
Bryant zmarł po długiej chorobie 2 czerwca 2011 roku w nowojorskim szpitalu. Miał 79 lat.

## Dyskografia

### Albumy solowe
- 1958 Alone with the Blues, New Jazz Records
- 1962 Hollywood Jazz Beat (RB oraz Richard Wess Orchestra), Columbia Records
- 1967 Take A Bryant Step (RB oraz Richard Evans Orchestra), Cadet Records
- 1972 Alone at Montreux (live), Atlantic Records
- 1977 Solo Flight, Pablo Records
- 1977 Montreux ’77 (Live), Pablo Records
- 1991 Ray Bryant Plays Blues And Ballads, Jazz Connaisseur
- 1993 Somewhere In France, Label M Records
- 1994 Inimitable, Jazz Connaisseur
- 1995 Solo Live In Tokyo – Plays Blues And Boogie, EmArcy Records
- 2004 In The Back Room, Evening Star Records

### Albumy z prowadzonymi przez siebie zespołami
- 1956 Ray Bryant – The Music Of Cole Porter (RB oraz Kenny Burrell, George Duvivier, Art Taylor), Music Minus One
- 1956 Ray Bryant Trio (RB oraz Wyatt Reuther, Kenny Clarke), Epic
- 1957 Ray Bryant Trio (RB oraz Ike Isaacs, Charles „Specs” Wright), Prestige
- 1959 Madison Time (RB Combo: Tommy Bryant, Bill English, Buddy Tate, Urbie Green, Harry „Sweets” Edison), Columbia
- 1959 Ray Bryant Plays (RB oraz Tommy Bryant, Oliver Jackson), Signature
- 1960 Ray Bryant – Little Susie (RB oraz Tommy Bryant, Oliver Jackson albo Eddie Locke), Columbia
- 1960 Con Alma (RB oraz Arthur Harper, Bill Lee, Mickey Roker), Columbia
- 1961 Dancing The Big Twist, Columbia
- 1963 Groove House (RB oraz Wally Richardson, Tommy Bryant, Panama Francis, Bobby Donaldson), Sue
- 1964  Ray Bryant At Basin Street East (RB oraz Jimmy Rowser, Ben Riley), Sue
- 1964  Cold Turkey (RB oraz Jimmy Rowser, Ben Riley), Sue
- 1964 Soul (RB oraz Tommy Bryant, Walter Parkins, Sonny Brown), Sue
- 1966 Lonesome Traveller (RB oraz Jimmy Rowser, Richard Davis, Freddie Waits, Clark Terry, Eugene „Snookie” Young), Cadet Records
- 1966 Gotta Travel On (RB oraz Walter Booker jr., Freddie Waits, Clark Terry, Eugene „Snookie” Young), Cadet Records
- 1967 Slow Freight (RB oraz Richard Davis, Freddie Waits), Cadet Records
- 1967 The Ray Bryant Touch (RB oraz Jimmy Rowser, Rudy Collins), Cadet
- 1968 Up Above The Rock (RB oraz Ron Carter, Grady Tate, Danny Moore, Dobbie Hiques, Eugene „Snookie” Young), Cadet Records
- 1969 Sound Ray (oraz Jimmy Rowser, Harold White), Cadet Records
- 1970 Ray Bryant – MCMLXX, Atlantic
- 1974 Ray Bryant – In The Cut, Cadet
- 1975 Ray Bryant – Hot Turkey (RB oraz Major Holley, Panama Francis), Black & Blue
- 1976 Here's Ray Bryant (George Duvivier, Grady Tate), Pablo
- 1978 All Blues (RB oraz Sam Jones, Grady Tate), Pablo Records
- 1980 Potpourri (RB oraz Mickey Roker, Jimmy Rowser), Pablo Records
- 1987 Ray Bryant Plays Basie And Ellington (RB oraz Rufus Reid, Freddie Waits), EmArcy
- 1987 Ray Bryant Trio Today (RB oraz Rufus Reid, Freddie Waits), EmArcy
- 1988 Golden Earrings (RB oraz Rufus Reid, Freddie Waits), EmArcy
- 1989 All Mine ... And Yours (RB oraz Rufus Reid, Winard Harper), EmArcy
- 1989 Blue Moods LP (RB oraz Rufus Reid, Freddie Waits), EmArcy
- 1992 Through The Years, Vol. 1 (RB oraz Rufus Reid, Grady Tate), EmArcy
- 1992 Through The Years, Vol. 2 (RB oraz Rufus Reid, Grady Tate), EmArcy
- 1994 No Problem (RB oraz Kenny Burrell, Peter Washington, Kenny Washington), EmArcy
- 1994 Ray Bryant Meets Ray Brown (RB oraz Ray Brown, Lewis Nash), EmArcy
- 1997 North Of The Border (The Ray Bryant Trio: Ray Bryant, Harry Anderson, Winard Harper), Label M
- 1997 Ray's Tribute To His Jazz Piano Friends (RB oraz Ray Drummond, Winard Harper), JVC Music

### Albumy nagrane z innymi zespołami i w charakterze muzyka sesyjnego
- 1949 Tiny Grimes And His Rocking Highlanders, Vol. 1, Collectables
- 1955 Toots Thielemans – The Sound, Columbia
- 1955 Meet (Betty Carter and Ray Bryant, Wendell Marshall, Jo Jones, Jerome Richardson), Epic
- 1955 After Hours Jazz, Epic
- 1955 Miles Davis And Milt Jackson Quintet/Sextet, Prestige
- 1955 Sonny Rollins – Work Time, Prestige
- 1956 Joe Carroll, Epic
- 1956 Max Roach + 4, EmArcy
- 1956 Max Roach – Jazz In 3/4 Time, EmArcy
- 1957 The Jazz Messengers – Hard Bop, Columbia
- 1957 Art Blakey And The Jazz Messengers – Drum Suite, Columbia
- 1957 Art Taylor – Taylor's Wailers, Prestige
- 1957 Carmen McRae – After Glow, Decca
- 1957 Art Blakey – Orgy In Rhythm, Vol. 1, Blue Note
- 1957 Art Blakey – Orgy In Rhythm, Vol. 2, Blue Note
- 1957 Cliff Jordan, Blue Note
- 1957 Carmen McRae – Mad About The Man, Decca
- 1957 The Coleman Hawkins, Roy Eldridge, Pete Brown, Jo Jones All Stars At Newport, Verve
- 1957 Lee Morgan – City Lights, Blue Note
- 1957 Dizzy Gillespie – Duets, Verve
- 1957 Dizzy Gillespie – The Greatest Trumpet Of Them All, Verve
- 1957 Dizzy Gillespie/Sonny Stitt/Sonny Rollins – Sonny Side Up, Verve
- 1958 Budd Johnson – Blues A La Mode, Felsted
- 1958 Tiny Grimes/Coleman Hawkins – Blues Groove, Prestige
- 1958 Monday Night At Birdland (różni artyści), Roulette
- 1958 Another Monday Night At Birdland (różni artyści), Roulette
- 1958 Jo Jones Plus Two, Vanguard
- 1958 Guitar Soul (różni artyści), Status
- 1958 Tiny Grimes/J.C. Higginbotham – Callin' The Blues, Prestige
- 1958 Mae Barnes With Buck Clayton, Vanguard
- 1958 The Prestige Blues-Swingers – Outskirts Of Town, Prestige
- 1958 Coleman Hawkins – Soul, Prestige
- 1958 Art Blakey – Holiday For Skins, Vol. 1, Blue Note
- 1958 Art Blakey – Holiday For Skins, Vol. 2, Blue Note
- 1958 Benny Golson And The Philadelphians, United Artists
- 1958 Charlie Shavers – Charlie Digs Paree, MGM
- 1958 Aaron Bell – Music From „Peter Gunn”, Lion
- 1959 The Prestige Blues-Swingers – Stasch, Swingville
- 1959 Hal Singer – Blue Stompin', Prestige
- 1959 Jo Jones Trio, Everest
- 1959 Coleman Hawkins – Hawk Eyes, Prestige
- 1959 Arnett Cobb – Party Time, Prestige
- 1959 Benny Golson – Gone With Golson, New Jazz
- 1959 25 Years Of Prestige (różni artyści), Prestige
- 1959 Tiny Grimes – Tiny In Swingville, Swingville
- 1959 Benny Golson – Groovin' With Golson, New Jazz
- 1959 Max Roach – Moon Faced And Starry Eyed, Mercury
- 1959 Charlie Shavers – Girl Of My Dreams, Everest
- 1959 Meet Oliver Nelson, New Jazz
- 1959 Toots Thielemans – The Soul Of Toots, Signature
- 1959 Aaron Bell – Music From „Victory At Sea”, Lion
- 1960 Charlie Shavers – Charlie Digs Dixie, MGM
- 1960 Charlie Shavers – Here Comes Charlie, Everest
- 1961 Aretha (Aretha Franklin & Ray Bryant Combo), Columbia
- 1960 Charlie Shavers – Like Charlie, Everest
- 1960 Aaron Bell – Music From „77 Sunset Strip”, Lion
- 1961 Charlie Shavers – Swinging With Charlie, Sesac
- 1962 Roy Eldridge/Bud Freeman/Elmer Snowden – Saturday Night Fish Fry, Fontana
- 1962 Herb Ellis – The Midnight Roll, Epic
- 1963 Clark Terry – Tread Ye Lightly, Cameo
- 1964 Pat Bowie – Out Of Sight!, Prestige
- 1964 Kenny Dorham 1953, 1956, 1964, Royal Jazz
- 1965 Sonny Rollins On Impulse!, Impulse
- 1970 Marion Williams – Standing Here Wondering Which Way To Go, Atlantic
- 1971 Yusef Lateef – The Gentle Giant, Atlantic
- 1971 Yusef Lateef – Part Of The Search, Atlantic
- 1972 Yusef Lateef – Hush 'N' Thunder, Atlantic
- 1975 Roy Eldridge – Decidedly, Pablo
- 1976 Zoot Sims – Soprano Sax, Pablo
- 1976 Benny Carter – Wonderland, Pablo
- 1977 Benny Carter 4 – Montreux ’77, Pablo
- 1978 Arnett Cobb And The Muse All Stars Live At Sandy's!, Muse
- 1978 Arnett Cobb And The Muse All Stars More...Live At Sandy's!, Muse
- 1978 Buddy Tate Live At Sandy's!, Muse
- 1978 Eddie Vinson – Eddie „Cleanhead” Vinson And The Muse All Stars Live At Sandy's!, Muse
- 1978 Eddie „Cleanhead” Vinson Live At Sandy's! – Hold It Right There!, Muse
- 1978 Buddy Tate Live At Sandy's! – Hard Blowin’, Muse
- 1979 Benny Carter Jazz All Star Orchestra Live In Japan '79, Paddle Wheel
- 1986 Akira Ohmori – Back To The Wood, Denon
- 1988  Jazz At It's Finest: EmArcy Today (różni artyści), EmArcy
- 1990 100 Gold Fingers, Vol. 1, All Art

### Kompilacje
- 1980 The Best Of, Pablo Records

### Video
- Ray Bryant '77 w cyklu „Jazz in Montreux"